# تناجر فيروزي
تناجر فيروزي (الاسم العلمي: Tangara mexicana)، هو نوع من الطيور يتبع فصيلة التناجر ضمن رتبة العصفوريات.